# 大島光義
大島 光義（おおしま みつよし）は、戦国時代の武将、安土桃山時代から江戸時代初期の大名。弓の名手。美濃国関藩初代藩主。姓は大嶋とも記される。通称は複数伝わるが、大島（大嶋）雲八（おおしま うんぱち）の名で知られる。

## 生涯
美濃国関大島（現在の大垣市）、または山県郡の出身という。
永正12年（1512年）に父・光宗（光時）が山県合戦で多くの家臣と共に戦死し、幼少にして孤児となったが、縁者の大杉弾正に育てられる。13歳の時に美濃国人との戦闘で敵を弓矢で仕留めた。
はじめ美濃斎藤氏の家臣・長井道利に属し、関・加治田合戦の加治田城攻城戦に従軍。
長井氏没落後、永禄7年（1564年）に織田信長に召しだされ、弓足軽頭（弓大将）となった。永禄11年（1568年）9月付けで信長から100貫文の土地を与えられた。元亀元年（1570年）、姉川の戦いで戦功。坂本の戦いで、信長に「白雲をうがつような働き」と賞され、命により通称を雲八と改めた。
以後、江北、越前、長篠の戦いで戦功を挙げ、安土城矢窓切事の奉行も務めた。
天正10年（1582年）6月、本能寺の変の際は安土城に在城していたが、変報で安土の町が荒れると、妻子を連れて帰郷しようとし、国境を閉鎖した一揆勢と戦いながら、美濃へ帰還した。その後、斎藤利堯に味方し、森長可と戦い勝利した。
清洲会議で利堯が織田信孝の与力になると、光義は丹羽長秀に属して賤ヶ岳の戦いに参陣して戦功により8,000石に加増されたとも、同年11月に羽柴秀吉に召し出されて弓足軽大将になって6,000石を領知したともいう。あるいは、秀吉に伺候して弓大将になったのは長秀の死後、長重の減知によるという見方もあり、天正13年（1585年）には、近江の知行地の代替として、摂津国豊島郡に3,535石を知行されている。その後、豊臣秀次付きとなり、秀次の命で京都法観寺八坂の塔の窓に矢を10本射込んで見せたという。

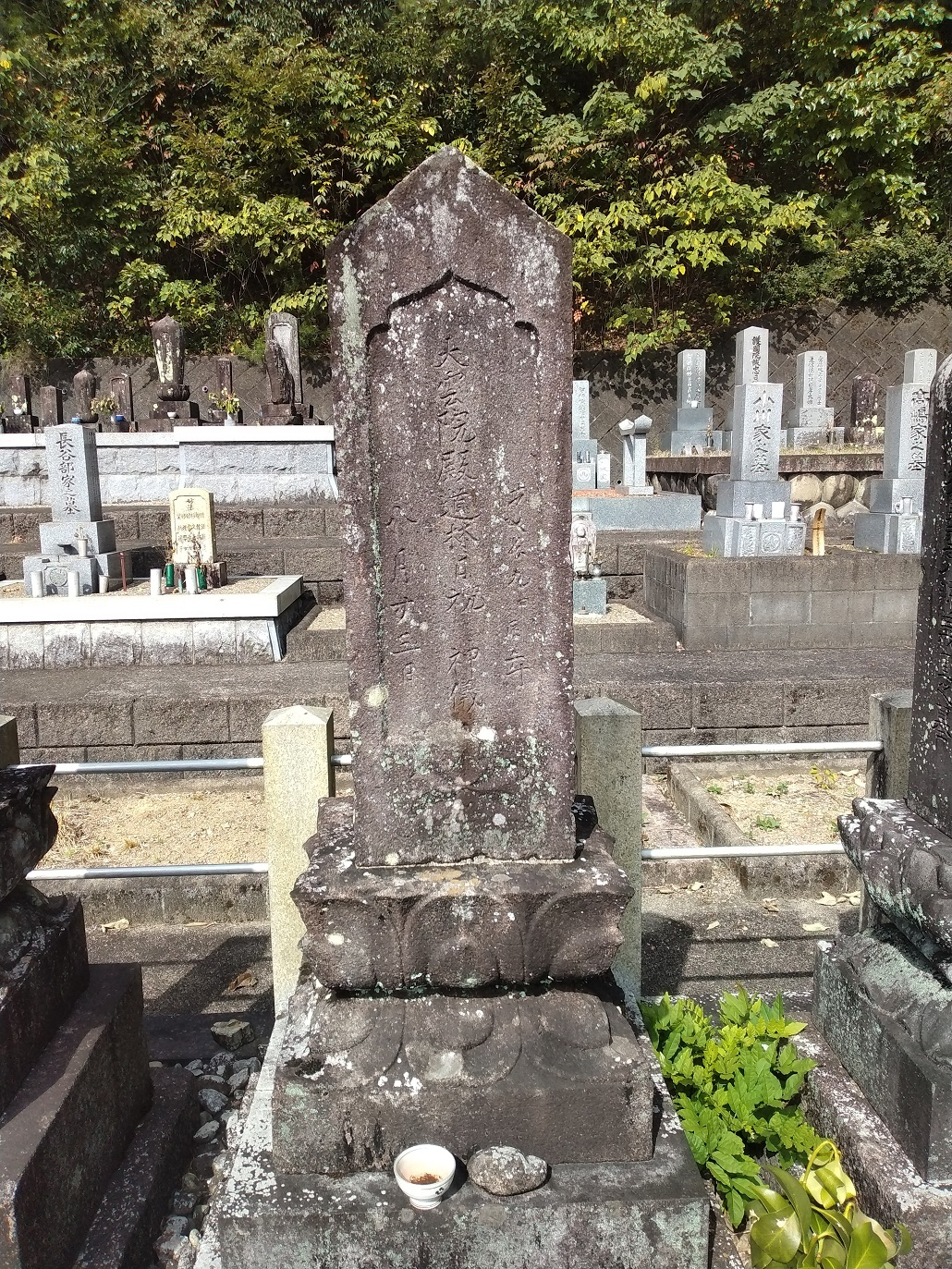
関市大雲寺の大島光義墓

天正18年（1590年）の小田原征伐に参加、秀吉本陣で300騎を率いた。 文禄元年（1592年）からの朝鮮出兵でも弓手200人を率いて肥前名護屋城に在陣した。慶長3年（1598年）には美濃国席田郡、尾張国愛知郡・中島郡、摂津国豊島郡・武庫郡内の1万1,200石に加増された。
慶長5年（1600年）、嫡男・光成とともに老齢93で会津征伐に従軍し、石田三成挙兵を知るが、上方に妻子を取られた諸士の帰国を許すという徳川家康に対して率先して恩義に報うべく東軍に与すると言って、関ヶ原の戦いに参加。
次男光政や三男光俊は西軍に与したが、大島勢は東軍で武功を挙げたことから、光政や光俊の罪は許され、却って戦後に家康から真壺・大鷲を与えられた。また、美濃国の加治田村、絹丸村、川辺村、武儀郡、大迫間村等、摂津国の伏見内の地も加わり、1万8,000石に加増された。このとき幕閣の本多正純から豊後国臼杵城主に推挙されたが、辞退している。また南部利直が家康に献じた鷹二羽を賜り、公儀の鷹場の利用も許された。関ヶ原の1年後、家康に堀尾可晴、猪子一時、船越景直らと共に呼び出され、昔話などをしたと伝わる。
慶長9年（1604年）8月23日、97歳の長寿をもって死去した。生涯53度の合戦に臨み、41通の感状を得たと伝わる。死後、家督は自身と共に東軍に与した光成が継いだが、所領を4人の息子たちに分知、それぞれ1万石以下の旗本となり、ここに関藩は廃藩となった。
光義の墓所のある大雲寺は、光義の画像を所蔵しており、関市役所には光義使用の甲冑が展示されている。

現在の京阪本線墨染駅の西側に深草大島屋敷町という地名があるが、これは光義の伏見屋敷があったことに由来する。また、豊中市の大島町も光義の旧領であったことに由来する。

## 人物
- 『丹羽家譜伝』には、射芸の腕が評判になり「百発百中ノ妙ヲアラワス」と評されたと書かれている[1]。
- 弓の逸話として、『寛永諸家系図伝』には、美濃国にて敵兵が鉄砲をもっていたが、光義は弓で射殺したと記している他、ある時、敵兵が樹陰に隠れていたが、光義は樹木ごと射貫き、敵の首に当てたと記述されている[6]。
- 軍記物に兼山合戦の光義の描写がある。「中にも、唐綾威の鎧に、五枚兜の緒をしめ、連銭葦毛の馬の太く程しきに、梅花のかげに胡蝶の戯遊ぶ気色を金具に摺つたる鞍置いて、其身軽げに乗りたる将、源義政先がけと呼びて、一番にのり上がり敵陣の未だ整はざる所を、差詰め引詰散々に射る、将卒ともに無二の強弓なりければ、兼山勢射立てられ南の谷へ崩れ落つ」[7]。
- 大阪城甲本賤ヶ岳合戦図屏風に「大嶌雲八」の別名で弓を射る姿が描かれている。

## 祭り
- 関まつりあんどんみこしコンクール、特等大雲寺と大嶋雲八が行われている。

## 関連作品
小説
- 近衛龍春『九十三歳の関ヶ原 弓大将大島光義』（2016年）ISBN 4103501510

## 関連史料
- 『大島家史』
- 『丹羽家譜伝』
- 『寛政重修諸家譜』
- 『丹羽歴代年譜付録』
- 『寛永諸家系図伝』
- 『南北山城軍記』
- 『富加町史』
- 『東照宮御実記』